# オホーツク海深発地震
オホーツク海深発地震（オホーツクかいしんぱつじしん）とは、協定世界時2013年5月24日5時45分頃（日本標準時14時同分、マガダン時間17時同分）に、カムチャツカ半島西方のオホーツク海を震央として発生した地震である。気象庁震度階級では日本の北海道と秋田県で最大震度3を、メルカリ震度階級ではカザフスタンのアティラウで最大震度Vを記録したほか、震源から遠く離れたドバイ、モスクワなど、北半球の広い範囲で有感地震となった。

## 概要
この地震は、深発地震という計測の難しい地震である。協定世界時5時44分49秒 (USGS)、または5時44分49.6秒 (JMA) に、ロシアのカムチャツカ半島の西方、エリゾヴォから約380km西北西に進んだオホーツク海の北緯54度52分26秒 東経153度16分48秒 / 北緯54.874度 東経153.280度 (USGS)、または 北緯54度52分23秒 東経153度16分48秒 / 北緯54.873度 東経153.280度 (JMA) 付近を震央とする地震が発生した。
気象庁は、地震情報の「各地の震度に関する情報」で「サハリン近海」として情報発表し、精査後「震度データベース」では「オホーツク海」という表現を使用している。また、メディアや日本国外の機関では「オホーツク海の地震」「カムチャツカ半島沖の地震」などと呼称されている。震源の深さは609.8km (USGS) または609km (JMA) と、震源の深い深発地震としても極めて深いものであった。そして、地震の規模はモーメントマグニチュード、気象庁マグニチュードで共に8.3という極めて大規模な地震であった。
地震モーメントM0は M0= 4.1 * 1021[Nm]と推定されている。
東日本大震災以降2025年時点において、日本国内で震度1以上を観測した地震では2025年カムチャツカ半島地震に続き2番目に規模が大きい地震である。
| 順位                                 | 名称                       | 発生日（JST）  | 規模（Mj）    |
| ------------------------------------ | -------------------------- | -------------- | ------------- |
| 1                                    | 東北地方太平洋沖地震       | 2011年3月11日  | 8.4 （Mw9.0） |
| 2                                    | 2025年カムチャツカ半島地震 | 2025年7月30日  | 8.8           |
| 3                                    | オホーツク海深発地震       | 2013年5月24日  | 8.3           |
| 4                                    | 千島列島沖地震             | 2007年1月13日  | 8.2           |
| 4                                    | 北海道東方沖地震           | 1994年10月4日  | 8.2           |
| 4                                    | 十勝沖地震                 | 1952年3月4日   | 8.2           |
| 4                                    | 明治三陸地震               | 1896年6月15日  | 8.2           |
| 8                                    | 小笠原諸島西方沖地震       | 2015年5月30日  | 8.1           |
| 8                                    | 択捉島沖地震               | 1963年10月13日 | 8.1           |
| 8                                    | 択捉島沖地震               | 1958年11月7日  | 8.1           |
| 8                                    | 昭和三陸地震               | 1933年3月3日   | 8.1           |
| 規模は宇津ほか（2010）・気象庁による |                            |                |               |

### 地震像
震源は、沈み込んでいる太平洋プレートのスラブ内部で沈み込んでいく方向に圧縮軸を持つ地震であった、震源の深さが600km以上という極めて深い深発地震であるが、Mw8.3・Mj8.3・Ms8.2という規模の地震となった。カムチャツカ半島東部沖から北海道南東部沖まで続く弧状の沈み込み帯である千島・カムチャツカ海溝から、太平洋プレートのが西北西へ年間78mmの相対速度で北アメリカプレート（オホーツクプレート）に沈み込む場所にある。このプレート境界は世界的にも地震が活発な場所であり、プレート境界型地震を始め、深発地震も頻発している。震源周辺では2008年7月5日にMw7.7、深さ635.6kmの地震北緯53度53分17秒 東経152度52分08秒 / 北緯53.888度 東経152.869度、同年11月24日にMw7.3、深さ491.6kmの地震北緯54度11分38秒 東経154度18分54秒 / 北緯54.194度 東経154.315度が発生している。和達-ベニオフ帯は、海溝から深さ約650kmの位置まで続いており、今回の地震を含め、この地域の深さ600km前後の深発地震は主に正断層タイプのスラブ内地震であるが、これまでに観測された深発地震は最大でもMw7クラスであった。

### 余震
地震直後から震源周辺で、複数回Mb4程度、深さ500km以上の深発地震が発生しており、最大では当地震の約9時間後の協定世界時14時56分3頃、南南西へ約300kmの地点 北緯52度13分19秒 東経151度30分54秒 / 北緯52.222度 東経151.515度 を震源として発生したMw6.8・Mj6.8の地震である。

## 地震動
震源が約600kmという深い地震であるにもかかわらず、地震の規模がM8を超える巨大なものであったことから、日本各地に設置された地震計が揺れを感知した。このとき、北海道宗谷郡猿払村や秋田県秋田市で気象庁震度階級で最大震度3を記録したが、震源により近い北海道根室市や斜里町では震度1を観測するなど、異常震域が観測された。普通の地震の場合、震度分布は震央により近い地域が最大震度を取るが、震源が極端に深い深発地震の場合、震源に近い地域は柔らかい上部マントルを通るために地震波のエネルギーが減衰しやすい一方、震源から遠い地域は硬いプレートを通ってエネルギーがほとんど減衰せずに地震波が伝わるため、震源から遠い地域が震源から近い地域より強い揺れを観測する場合がある。また、地表の距離にして震源から3000km以上離れた鹿児島県錦江町でも震度1を計測する有感地震となった。異常震域はより遠くでも見られ、例えばメルカリ震度階級で日本の東京は震度IIだったが、より遠いカザフスタンのアティラウで震度V、ドバイやインドのノイダ、中華人民共和国の重慶市で震度IVを記録している。
ロシアでは、ペトロパブロフスク・カムチャツキーでMSK震度階級にて震度4から5程度（気象庁震度階級に換算すると1.7から2.3程度）、メルカリ震度階級にて震度IVを記録する揺れが約5分間続いた。また、震源に近い樺太や千島列島でも揺れを観測したほか、震源から約7000km離れたモスクワでもメルカリ震度階級でIIIに相当するわずかな揺れを観測し、老朽化したアパート2棟から住民約850人が路上に避難した。地震の発生を受け、ロシア非常事態省は一時サハリン州に津波警報を発表したが、発表から10分以内のウラジオストク時間17時17分（協定世界時6時17分）に警報は解除された。

## 震度
| 震度 | 国               | 都市                               |
| ---- | ---------------- | ---------------------------------- |
| V    | カザフスタン     | アティラウ                         |
| IV   | アラブ首長国連邦 | ドバイ                             |
| IV   | インド           | ノイダ                             |
| IV   | 中華人民共和国   | 重慶                               |
| IV   | ロシア           | ペトロパブロフスク・カムチャツキー |
| III  | ロシア           | モスクワ、ノヴォシビルスク         |
| II   | 日本             | 東京                               |

### 日本
日本国内において震度3を観測した地点は以下の通り。
| 震度 | 都道府県 | 観測点名       |
| ---- | -------- | -------------- |
| 3    | 北海道   | 猿払村浅茅野   |
| 3    | 秋田県   | 秋田市雄和妙法 |

この他、北海道から鹿児島県にかけての広い範囲で震度2や震度1を観測した。

## 津波
西海岸・アラスカ津波警報センターは、太平洋夏時間10時53分（協定世界時5時53分）に津波に関する情報を発表したが、11時21分（同6時21分）に津波の心配はないと発表した。太平洋津波警報センターおよびハワイ州市民防衛局は、第一報から津波の心配はないと発表した。

## 類似の地震
国内で最大震度3となった深発地震では、2012年8月14日に発生したオホーツク海南部を震源とする地震があり、こちらは震源の深さが654kmとより深いものである。ただし、震源はより日本列島の近くにあり、規模もMj7.3・Mw7.7とこの地震より規模が小さいため、震度3を計測した地点は多かったものの、震度1を記録した最大距離は、震源から1800km以上離れた千葉県館山市であった。